# Santiago el Mayor (Murcia)
Santiago el Mayor es un barrio de la ciudad de Murcia (Región de Murcia, España) situado al sur de ésta, rodeado por los barrios de El Carmen e Infante Juan Manuel al norte, San Pío X al oeste, el barrio de El Progreso al sur (perteneciente a la pedanía de San Benito) y la pedanía de Los Dolores al este. Para llegar al barrio de Santiago el Mayor  había que cruzar la vía férrea que une la ciudad de Murcia con la Comunidad Valenciana y Cartagena o acceder desde la avenida Ronda Sur. 
En la actualidad la vía férrea va soterrada tras años de movilizaciones ciudadanas para acabar con el aislamiento del barrio.Dejándolo situado en una de las mejores zonas de la ciudad de Murcia.
Cuenta con dos Colegios Públicos de gran nivel: el Colegio Público Santiago El Mayor  y el Colegio Público Francisco Giner de los Rios.
También cuenta con polideportivo en el que hay dos campos de futbol de césped artificial, uno para futbol 11 y otro para futbol 8.

## Historia
Su situación cercana al antiguo camino de Algezares, este barrio, antiguo caserío de pasado remoto ha ido aumentando su superficie  considerablemente, convirtiéndose en una nueva zona de expansión urbana del extrarradio de la ciudad de Murcia.

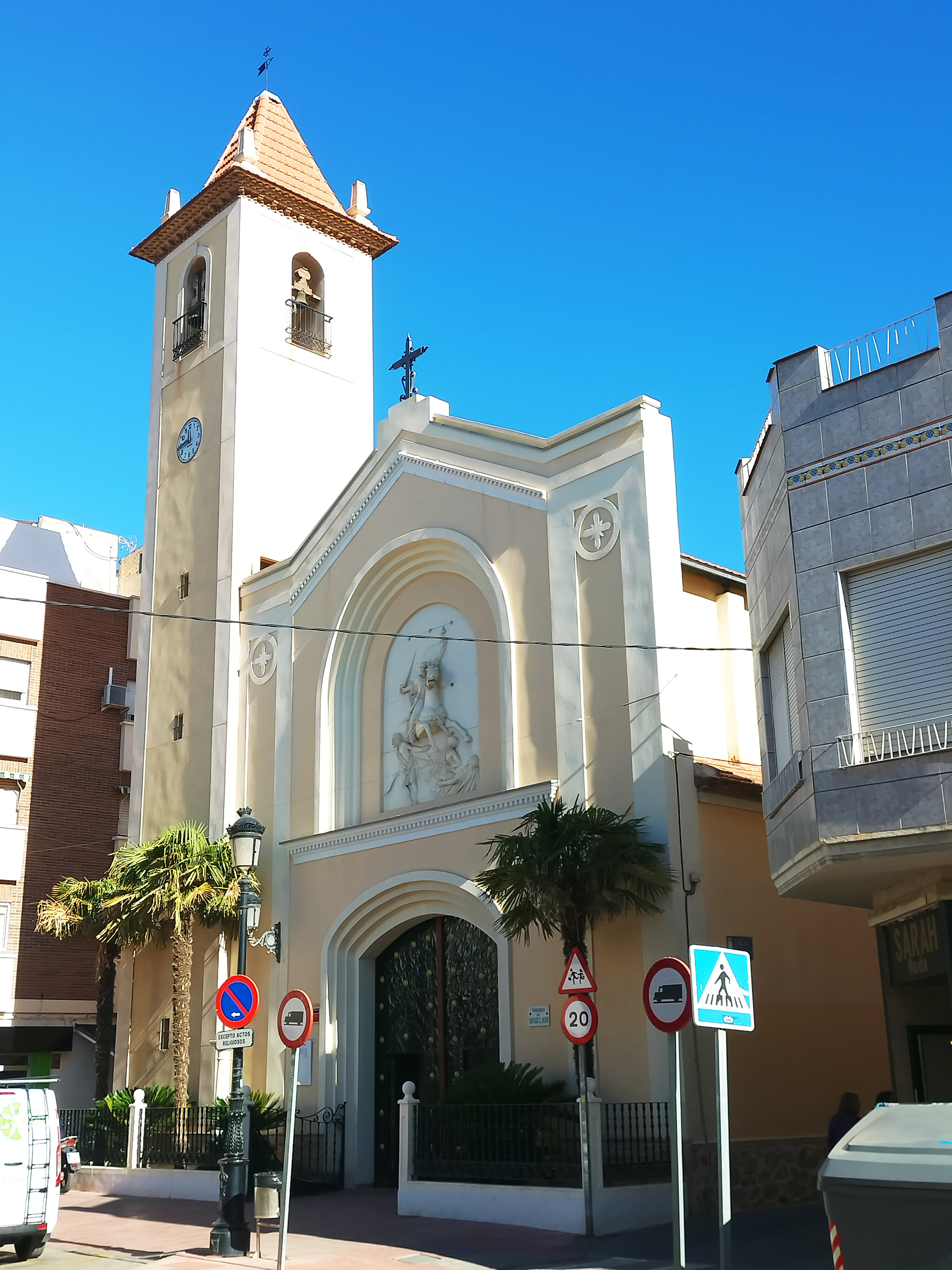
Iglesia de Santiago el Mayor

A pesar de que en apariencia pudiera parecer un barrio joven, podemos asegurar que es un barrio con historia. Desde la Edad Media hay datos que afirman que este barrio fue una alquería importante de la huerta murciana, situada próxima a donde se encuentran hoy día El Carmen y el río Segura, según las crónicas del cronista árabe Ibn Sa’id, en el siglo XIII, al citar Murcia y a sus zonas colindantes: “Murcia es una gran metrópoli, de rango ilustre y de mucho poderío. Entre los lugares de esta ciudad dignos de ver, gozan de fama: Al-Rišaqa (Arrixaca), al-Zanaqat (las callejuelas) y al-Harilla, un pueblo de hermosas vistas, a la orilla del río de Murcia”. Aunque la mayoría de los datos apuntan a que estuvo situada la citada alquería en este barrio no se puede asegurar totalmente.
Durante la Reconquista esta alquería, que la acequia de Aljarilla atravesaba y regaba, se repartió entre los diferentes repobladores que llegaron con los conquistadores medievales. Mayoritariamente se trataba de castellanos, catalanes y aragoneses creándose de esta manera los antecedentes poblacionales del barrio actual. Algunas fuentes aseguran que la Torre de Romo –nombre también de una calle que une Santiago el Mayor con el resto de la ciudad atravesando El Carmen– se encontraba muy cercana a Santiago el Mayor.
Pero la verdadera expansión, que hasta hoy ha durado, comienza en el siglo XIX con la construcción del ferrocarril en las inmediaciones del barrio.

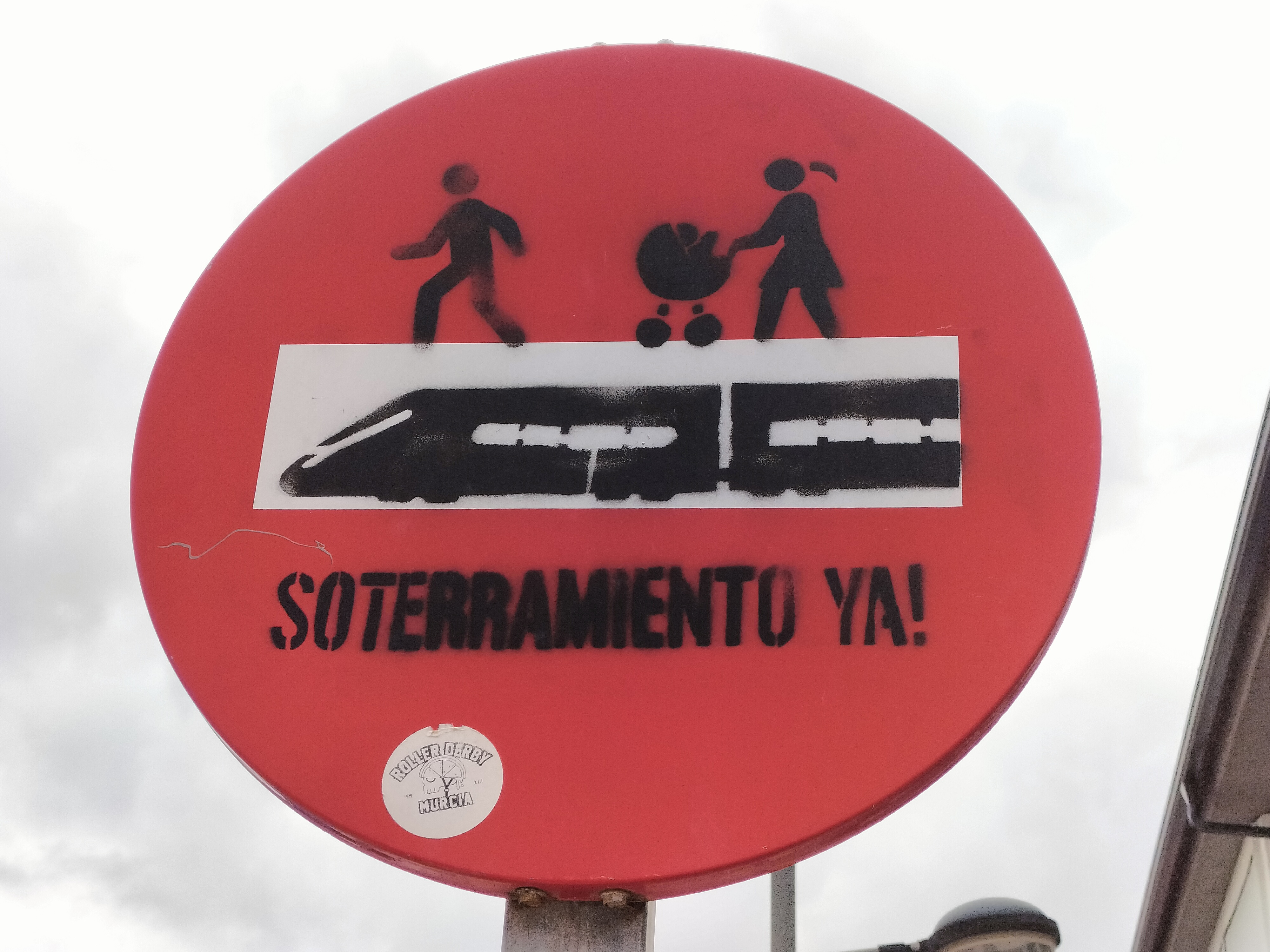
Señal de tráfico con mensaje a favor del soterramiento de los trenes

La nueva zona construida, entre la avenida de Ronda Sur y la estación de ferrocarril de El Carmen, rodea el barrio mientras una parte de él se encuentra inmersa en un proceso urbanizador, un gran contraste entre las casas de vieja construcción cercana a la vía del tren, y la nueva zona de expansión con edificios residenciales y de oficinas.

## Crónica negra
En 2000 un adolescente del barrio, José Rabadán, mató con una espada del tipo catana a sus padres y hermana, convirtiéndose en un caso mediático en lo que se conoció como el crimen de la catana. Vivían en el número 20 de la calle Santa Rosa.